# رمی پوریول
رمی پوریول (فرانسوی: Rémi Pauriol‎؛ زادهٔ ۴ آوریل ۱۹۸۲) دوچرخه‌سوار اهل فرانسه است.